# 機関リポジトリ
機関リポジトリ（きかんリポジトリ、英: institutional repository、IR）とは、大学や研究機関がその所属研究者の知的生産物を電子的形態で集積し保存・公開するために設置する電子アーカイブシステムである
。

## 概説
ここでいう知的生産物としては、大学にあっては、学術雑誌掲載論文（査読を経ていない状態の版〈プレプリント〉や査読を経た状態の版〈ポストプリント〉のいずれをも含む）や電子化された学位論文、紀要などを指すほか、日常的な教育・研究活動の中で生み出される文書、講義ノート、教材等も含まれる。
2019年8月、国立大学図書館協会オープンアクセス委員会は、機関リポジトリを「大学や研究機関などで生産もしくは保有する知識、情報、データをデジタル情報として公開することで、障壁なきアクセスを可能とし、その利活用を促し、新たな価値を創出する知識基盤」と再定義し、研究データやデジタル化された研究資料も収録対象であることを謳っている。

## 目的とアイディア
研究機関が機関リポジトリを設置する主要な目的としては、次の二つが挙げられる。
1. 機関の研究成果を自主的に保存・公開することにより、オープン・アクセス化に寄与すること。
2. 出版されないものや失われやすいもの（灰色文献。例えば学位論文や研究報告書類）を確保し保存していくこと。

機関リポジトリのアイディアは次の二つの源流を持つ。
1. 電子アーカイブシステムの相互運用の議論に基づくものであり、これはオープン・アーカイブス・イニシアチブ（OAI）とその「メタデータ収集のためのOAIプロトコル」（OAI-PMH）の活動、さらには、世界規模の分野特化型プレプリント・サーバの出現からオープン・アクセス思潮へと至る流れが背景となっている。
2. コレクション構築、分類整理、供用、長期保存といった図書館の伝統的機能を電子的に引き継ぐ電子図書館システムにおけるコレクション構築、分類整理、供用、電子保存の取り組みである。